# Valangin
Valangin (antiguamente en alemán Valendis) es una comuna suiza del cantón de Neuchâtel, situada en el distrito de Val-de-Ruz. Limita al oeste, norte y este con la comuna de Val-de-Ruz, al sureste con Neuchâtel y al suroeste con Peseux.

## Demografía
En la siguiente tabla se muestra la evolución de la población histórica de la comuna:

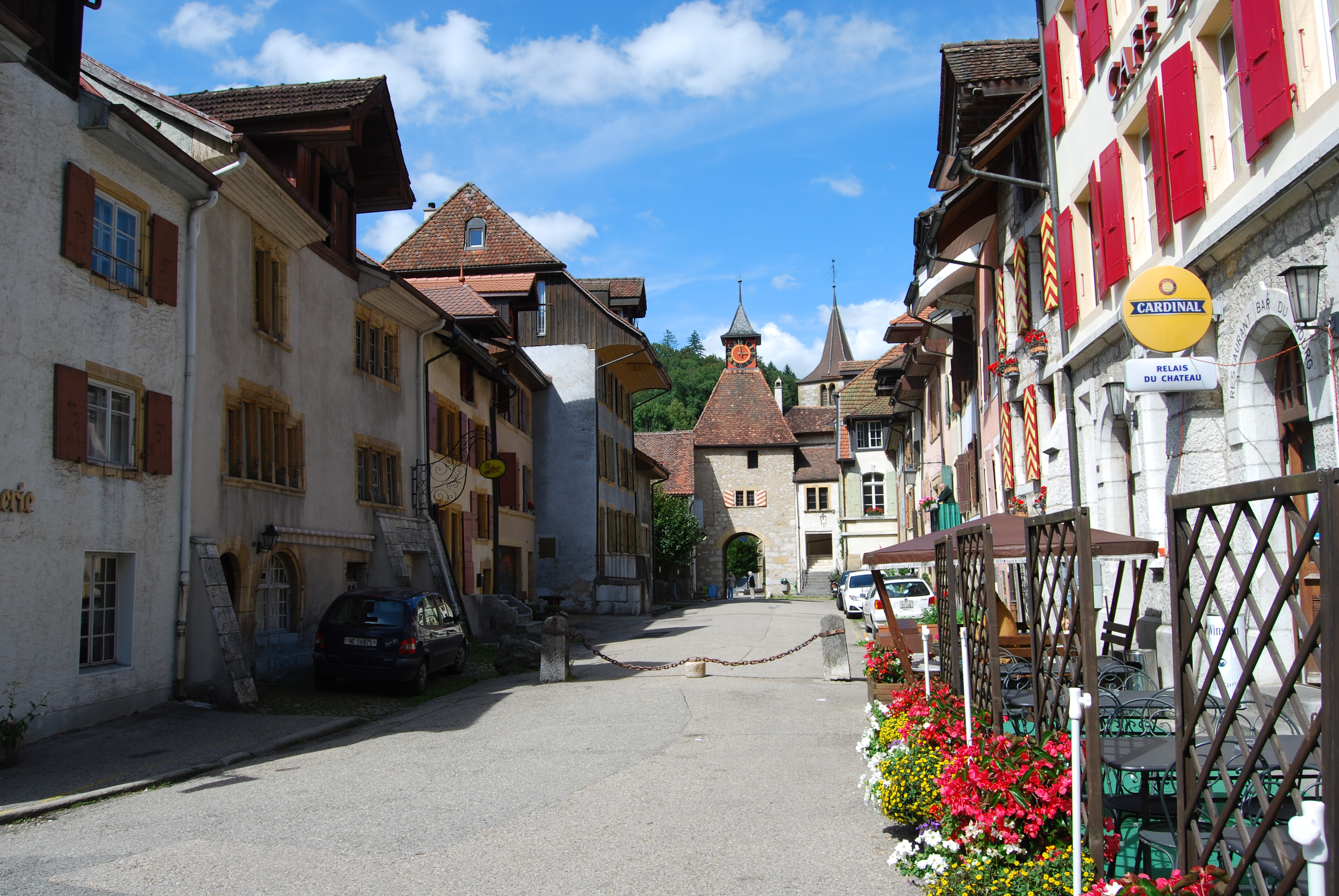
Valangin